# Sirgensteinhöhle
Der Sirgenstein ist ein steinzeitlicher Wohnplatz auf der Gemarkung von Weiler, einem Ortsteil von Blaubeuren im baden-württembergischen Alb-Donau-Kreis in Deutschland.
Der Sirgenstein ist ein zwanzig Meter hoher Felsen des Weißen Jura am Nordwesthang des Achtals zwischen Blaubeuren-Weiler und Schelklingen, der auf einer Höhe von 565 m ü. NHN liegt. Die Karsthöhle befindet sich in einem Schwammriffstotzen rund 35 Meter über der heutigen Talsohle. Der archäologische Fundplatz wird unterschieden in die Sirgensteinhöhle, eine Wohnhöhle, sowie einem Abri an der Südwand. Aus dem Mittelalter erhielt sich der Burgrest Sirgenstein.
2017 wurde die Sirgensteinhöhle als Bestandteil der Weltkulturerbestätte Höhlen und Eiszeitkunst der Schwäbischen Alb in das UNESCO-Welterbe aufgenommen.

## Beschreibung
Der Höhleneingang ist 5,40 Meter breit und orientiert sich nach Südwesten. Er befindet sich direkt unter einem Felsüberhang. Die Gesamtlänge der Höhle beträgt 42 Meter bei einer Breite von fünf Metern und einer Höhe zwischen 1,5 und 10 Metern. Im hinteren Teil wird die Höhle durch zwei natürliche Öffnungen in der Decke erhellt.

## Geschichte
Die Sirgensteinhöhle wurde erstmals 1488 von dem Ulmer Dominikaner Felix Fabri (1438–1502) in seinem Werk Historia Suevorum als Wohnstätte eines „ungeheuerlichen Zyklopen“ interpretiert. Die damalige Bevölkerung nutzten Höhlenablagerungen als Dünger auf ihren Feldern. Die dabei immer wieder gefundenen Knochen konnten sie sich nicht erklären und sprachen sie einem Zyklopen zu.
1866 begann Oscar Fraas (1824–1897) mit der archäologischen Erforschung des Blautals. Die Sirgensteinhöhle wurde dabei zuerst nicht untersucht. Friedrich August Quenstedt (1809–1889) brachte die Sirgensteinhöhle als möglichen Wohnraum ins Gespräch.
Erst im Jahr 1906 wurde die Höhle dann von Robert Rudolf Schmidt (1882–1950) von der Universität Tübingen vollständig ausgegraben. Nach Schichten aus der Neuzeit, dem Mittelalter, der Römer-, Eisen- und Bronzezeit fand er in der Höhle eine vollständige Schichtenfolge von der jüngeren bis zur mittleren Altsteinzeit vor. Schmidt untergliederte die darin gefundenen Artefakte nach französischem Vorbild in insgesamt zehn Schichten, die sich auf Vorplatz und Höhleninneres aufteilen. Sie war die erste Höhle in Deutschland, bei dem dieses Vorgehen Anwendung fand.
In dem von Schmidt geborgenen Fundmaterial befanden sich rund 5000 Silexartefakte und ungezählte Abfälle, jedoch nur wenige Knochenwerkzeuge, darunter Geschossspitzen, Pfrieme und Glätter.